# Jennie (Lied)
Jennie ist ein Lied des deutschen DJs Felix Jaehn, in Kooperation mit dem schwedischen Sänger Bori sowie dem US-amerikanischen R&B-Duo R. City. Das Stück ist Teil von Jaehns Debütalbum I.

## Entstehung und Veröffentlichung
Geschrieben wurde das Lied gemeinsam von Felix Jaehn, dem schwedischen Liedtexter Marcus Sepehrmanesh (Mack), den beiden R.-City-Mitgliedern Theron- und Timothy Thomas sowie dem dänischen Singer-Songwriter Thomas Troelsen. Die Produktion erfolgte durch Jeahn und den luxemburgischen Musikproduzenten Christophe Vitorino De Almeida, als Koproduzent stand den beiden Troelsen zur Seite. Troelsen und Jeahn zeichneten sich ebenfalls für die Programmierung zuständig. Das Mastering erfolgte unter der Leitung des österreichischen Tontechnikers Nikodem Milewski. Abgemischt wurde Jennie durch den britischen Musikproduzenten Mark Ralph.
Die Veröffentlichung von Jennie erfolgte als Teil von Jaehns Debütalbum I am 16. Februar 2018. Eine offizielle Singleauskopplung erfolgte nicht. Das Lied wurde unter den Musiklabels L’Agentur, Universal Music und Virgin Records veröffentlicht, durch den Duende Songs Musikverlag, EMI Music Publishing und Sony/ATV Music Publishing verlegt sowie durch Universal Music Publishing vertrieben.

## Inhalt
Der Liedtext zu Jennie ist in englischer Sprache verfasst und bezieht sich auf den weiblichen Vornamen. In einem Interview mit N-Joy verriet Jaehn, dass „Jennie“ eine Art Synonym für Begriffe wie „Baby“ oder „Darling“ sei. Jaehn möge den ‚J‘-Laut am Anfang und wählte aufgrund dessen den Liedtitel „Jennie“. Die Musik und der Text wurden gemeinsam von Felix Jaehn, Marcus Sepehrmanesh (Mack), Theron- und Timothy Thomas sowie Thomas Troelsen geschrieben. Musikalisch bewegt sich das Lied im Bereich des Dancehall, Deep House und Reggae. Das Tempo beträgt 118 Schläge pro Minute.
Das Lied beginnt mit einem dreizeiligen Intro, ehe die erste Strophe beginnt. Auf die erste Strophe folgt der Refrain, der von einem Pre-Chorus begleitet wird. Nach dem Refrain folgt die zweite Strophe sowie erneut der Refrain. Auf die zweite Strophe folgt eine Bridge sowie mit dem Outro das Ende des Liedes. Das Intro sowie die Strophen werden von Bori im Sprechgesang interpretiert, die Bridge und der Refrain werden von R. City gesungen. Im Hintergrund ist ebenfalls die Stimme von Mach zu hören. Jaehn wirkt lediglich als Instrumentalist mit.
| “Jennie, talk to me, Jennie. You make me go crazy, and all you can say is no. Jennie, talk to me, Jennie. You make me go crazy, and all you can say is no. Jennie. Jennie, talk to me, Jennie. You make me go crazy, and all you can say is no, no, no.” – Refrain, Originalauszug | „Jennie, sprich mit mir, Jennie. Du machst mich verrückt; und alles was du sagen kannst ist nein Jennie, sprich mit mir, Jennie. Du machst mich verrückt; und alles was du sagen kannst ist nein Jennie. Jennie, sprich mit mir, Jennie. Du machst mich verrückt; und alles was du sagen kannst ist nein, nein, nein.“ – Refrain, Übersetzung |

## Mitwirkende
| Liedproduktion - Christophe Vitorino De Almeida: Musikproduzent - Bori: Gesang - Felix Jaehn: Liedtexter, Komponist, Musikproduzent, Programmierung - Nikodem Milewski: Mastering - Mark Ralph: Abmischung - Marcus Sepehrmanesh (Mack): Hintergrundgesang, Liedtexter, Komponist - Theron Thomas: Gesang, Liedtexter, Komponist - Timothy Thomas: Gesang, Liedtexter, Komponist - Thomas Troelsen: Liedtexter, Komponist, Koproduzent, Programmierung | Unternehmen - Duende Songs Musikverlag: Musikverlag - EMI Music Publishing: Musikverlag - L’Agentur: Musiklabel - Sony/ATV Music Publishing: Musikverlag - Universal Music: Musiklabel, Vertrieb - Virgin Records: Musiklabel |

## Rezensionen
Marvin vom DJ Magazine bezeichnete Jennie neben Forever Young und Honolulu als eines der drei versteckten „Highlights“ von Jaehns Debütalbum I. Gerade Jennie habe aufgrund der gewagten Mischung aus Dancehall-, Deep-House- und Reggae-Elementen sehr viel Potential und könnte es zur Sommerzeit zur Auskopplung bringen.

## Kommerzieller Erfolg

### Chartplatzierungen
Jennie platzierte sich aufgrund hoher Downloads am 22. Juni 2018 erstmals in den deutschen Singlecharts und erreichte in 26 Chartwochen mit Position 40 seine höchste Notierung. Vor dem Einstieg in die offiziellen Single Top 100 platzierte sich das Stück zwei Wochen (8. Juni bis 21. Juni 2018) in den Single-Trend-Charts. Außerhalb Deutschlands konnte sich das Lied unter anderem einen Tag in den italienischen iTunes-Tagesauswertungen platzieren und erreichte dabei am 17. Februar 2018 Position 90. In den offiziellen deutschen Dancecharts erreichte die Single Position zehn. In Österreich und der Schweiz erreichte das Lied ebenfalls aufgrund hoher Downloads die Charts. In Österreich schaffte es das Lied in 22 Chartwochen bis auf Position 35 und in der Schweiz in drei Chartwochen bis Position 86 der Hitparade. 2018 platziere sich die Single auf Position 93 der deutschen Single-Jahrescharts.
Für Jaehn als Interpret ist dies, inklusive des Charterfolgs mit seinem Musikprojekt Eff, der zwölfte Charterfolg in Deutschland sowie der elfte in Österreich. Als Musikproduzent erreichte Jaehn hiermit zum elften Mal die deutschen und zum zehnten Mal die österreichischen Single-Charts. In seiner Autorentätigkeit erreichte er zum zehnten Mal die Charts in Deutschland sowie zum neunten Mal in Österreich. Für Troelsen ist Jennie der 15. Charterfolg in Deutschland sowie der 13. Charterfolg in Österreich als Autor. Theron Thomas erreichte hiermit zum elften Mal die deutschen und zum achten Mal die österreichischen Single-Charts als Autor. Für seinen Bruder Timothy Thomas stellt Jennie den siebten Charterfolg als Autor in Deutschland sowie den sechsten in Österreich dar. In seiner Autorentätigkeit erreichte Sepehrmanesh zum elften Mal die Single-Charts in Deutschland sowie zum fünften Mal in Österreich. Nach dem De Almeida bereits unter anderem als Programmierer für Stimme die Chartspitze in Deutschland erreichte, gelang ihm mit Jennie erstmals der Sprung in die Charts als Musikproduzent.
| ChartsChartplatzierungen | Höchstplatzierung | Wochen |
| ------------------------ | ----------------- | ------ |
| Deutschland (GfK)        | 40 (26 Wo.)       | 26     |
| Österreich (Ö3)          | 35 (22 Wo.)       | 22     |
| Schweiz (IFPI)           | 86 (3 Wo.)        | 3      |

| ChartsJahrescharts (2018) | Platzierung |
| ------------------------- | ----------- |
| Deutschland (GfK)         | 93          |

### Auszeichnungen für Musikverkäufe
Im Juni 2023 erhielt Jennie eine Platin-Schallplatte für über 30.000 verkaufte Einheiten in Österreich, bereits im Februar 2019 erreichte es Goldstatus. Ebenfalls im Februar 2019 erreichte das Lied Goldstatus in Deutschland für über 200.000 verkaufte Einheiten.
| Land/Region        | Auszeichnungen für Musikverkäufe (Land/Region, Auszeichnung, Verkäufe) | Verkäufe |
| ------------------ | ---------------------------------------------------------------------- | -------- |
| Deutschland (BVMI) | Gold                                                                   | 200.000  |
| Österreich (IFPI)  | Platin                                                                 | 30.000   |
| Insgesamt          | 1× Gold · 1× Platin ·                                                  | 230.000  |